# Copa Italia 1926-27
La Copa Italia 1926-27 iba a ser la segunda edición de este torneo italiano, pero fue detenido en la cuarta ronda debido a la falta de fechas disponibles para los partidos.

## Primera fase

### Grupo A
|                 | Resultado |                             |
| --------------- | --------- | --------------------------- |
| Acqui           | 1 - 4     | Casale                      |
| Internazionale  | 14 - 0    | Acc. E Ferriere Novi Ligure |
| Cremonese       | 2 - 1     | Crema                       |
| Lancia Torino   | 0 - 2     | Spes Genova                 |
| Fiorente Genova | 2 - 2     | Genovese*                   |
| Genovese        | 2 - 0     | Fiorente Genova             |

* El partido fue anulado y vuelto a jugar debido a un error técnico del árbitro.

### Grupo B
|                  | Resultado |                      |
| ---------------- | --------- | -------------------- |
| Treviso          | 3 - 0     | Venezia              |
| Carraresi Padova | 0 - 5     | Forti e Liberi Forlì |
| Bologna          | 5 - 1     | Casalecchio          |
| Piacenza         | 4 - 1     | Panaro Modena        |
| Hellas Verona    | 7 - 2     | Libertas Venezia     |
| Fiumana          | 5 - 0     | Fiume**              |
| Fiumana          | 1 - 0     | Fiume                |

** El partido se suspendió por falta de árbitro y se jugó el 8 de diciembre de 1926.

### Grupo C
|               | Resultado |                |
| ------------- | --------- | -------------- |
| Italia Ancona | 2 - 0     | Viareggio      |
| Savoia        | n.d.      | Ideale Bari*** |
| Bagnolese     | 10 - 1    | Cagliari       |
| Pistoiese     | 1 - 0     | Fortitudo Roma |

*** Partido no disputado.

## Segunda fase
|                      | Resultado |                                     |
| -------------------- | --------- | ----------------------------------- |
| Vado                 | n.d.      | Fiumana*                            |
| Genovese             | 3 - 1     | Vogherese                           |
| Reggiana             | 6 - 3     | Corniglianese                       |
| Andrea Doria         | 4 - 2     | Dolo                                |
| Milan                | 7 - 1     | Rivarolese                          |
| Cento                | 0 - 15    | Juventus                            |
| AC Italia Padova     | 3 - 4     | Monza                               |
| Valenzana            | 0 - 7     | Inter                               |
| Vola Genova          | 3 - 0     | Dopolavoro Ferroviario Trieste      |
| Canottieri Lecco     | 6 - 0     | Entella Chiavari                    |
| US Milanese          | 9 - 2     | Abbiategrasso                       |
| Vigevanesi           | 2 - 0     | Trevigliese                         |
| Pro Vercelli         | 3 - 0     | Sampierdarenese                     |
| Spezia               | 2 - 3     | Casale                              |
| Speranza Savona      | 0 - 2     | Modena                              |
| Varese               | 0 - 2     | Castelbolognese                     |
| Hellas Verona        | 1 - 1     | Biellese                            |
| Hellas Verona        | 5 - 0     | Biellese                            |
| Sestese              | 4 - 1     | Brescia                             |
| Forti e Liberi Forlì | 2 - 0     | Tigullio Santa Margherita Ligure*** |
| Fanfulla Lodi        | 1 - 3     | Gallaratese                         |
| Mantova              | 1 - 3     | Genoa                               |
| Saronno              | 3 - 1     | Spes Genova                         |
| Torino               | 9 - 0     | Piacenza                            |
| Sestrese             | 4 - 2     | Officine Meccaniche Milano          |
| Alessandria          | 17 - 2    | AC Bologna                          |
| Edera Trieste        | 2 - 1     | Savona                              |
| Legnano              | 0 - 1     | Bologna                             |
| Oderzo               | 1 - 2     | Carpi                               |
| Pro Palazzolo        | 4 - 2     | Petrarca Fumei Padova               |
| Padova               | 5 - 2     | Derthona                            |
| Grion Pola           | 0 - 3     | Novara                              |
| Monfalconese CNT     | 0 - 2     | Stelvio Olona Milano                |

* Partido no disputado.

## Tercera fase
|                      | Resultado |                      |
| -------------------- | --------- | -------------------- |
| Parma                | 0 - 2     | Juventus             |
| Castelfranco Emilia  | 0 - 1     | Genovese             |
| Baracca Lugo         | 11 - 0    | Italia Ancona        |
| Edera Trieste        | 2 - 0     | Arona                |
| Pistoiese            | 8 - 0     | Romana               |
| Cremonese            | 2 - 0     | Udinese              |
| Vola Genova          | 2 - 0     | Zara                 |
| Carrarese            | 4 - 0     | Russi                |
| Triestina            | 3 - 1     | Gallaratese          |
| Saronno              | 2 - 0     | Enrico Toti Livorno  |
| Novara               | 2 - 3     | SPAL                 |
| Reggiana             | 9 - 1     | Stelvio Olona Milano |
| Ponziana Trieste     | 1 - 1     | Monza                |
| Ponziana Trieste     | n.d.      | Monza*               |
| Forti e Liberi Forli | 1 - 2     | Andrea Doria         |
| Pro Vercelli         | 7 - 2     | Modena               |
| Gea Firenze          | 0 - 2     | Milan**              |
| Sestrese             | 2 - 0     | Roma                 |
| Sestri Levante       | 1 - 0     | Terni                |
| Padova               | 4 - 0     | Castelbolognese      |
| Vigevanesi           | 4 - 1     | Alba Roma            |
| Faenza               | 3 - 1     | Bagnolese            |
| Hellas Verona        | 2 - 0     | Juventus Massa       |
| Carpi                | 4 - 0     | U.S. Milanese        |
| Genoa                | 4 - 2     | Inter                |
| Torino               | 11 - 0    | Pro Palazzolo        |
| Imolese              | 1 - 3     | Treviso              |
| Canottieri Lecco     | n.d.      | Scafatese***         |
| Vicenza              | n.d.      | Anconitana***        |
| Alessandria          | n.d.      | Bologna              |
| Pro Patria           | 1 - 0     | Casale               |

* El partido desempate no se disputó.
** Partido ganado 2 a 0 tras haber terminado 5 a 1. 
*** El partido no se disputó.

## Cuarta fase
|                                   | Resultado |                                           |
| --------------------------------- | --------- | ----------------------------------------- |
| Baracca Lugo                      | 1 - 0     | Vola Genova                               |
| Pro Vercelli                      | 3 - 2     | Andrea Doria                              |
| Carpi                             | 4 - 1     | Carrarese                                 |
| Pro Patria                        | 1 - 1     | Genoa                                     |
| Pro Patria                        | n.d.      | Genoa*                                    |
| Pistoiese                         | n.d.      | Triestina*                                |
| Saronno                           | n.d.      | Treviso*                                  |
| Sestrese                          | n.d.      | Torino*                                   |
| Reggiana                          | n.d.      | Sestese*                                  |
| Liberty Bari                      | n.d.      | Hellas Verona*                            |
| Padova                            | n.d.      | Genovese*                                 |
| Milan                             | n.d.      | Juventus*                                 |
| Sestri Levante                    | n.d.      | Cremonese*                                |
| SPAL                              | n.d.      | Vencedor de Canottieri Lecco - Scafatese* |
| Edera Trieste                     | n.d.      | Vencedor de Alessandria - Bologna*        |
| Faenza                            | n.d.      | Vencedor de Vicenza - Anconitana*         |
| vincente Ponziana Trieste - Monza | n.d.      | Vigevanesi*                               |

* El partido no se disputó debido a la falta de fechas disponibles.